# Apostolisches Vikariat Südliches Arabien
Das Apostolische Vikariat Südliches Arabien (lat.: Apostolicus Vicariatus Arabiae Meridionalis) ist ein römisch-katholisches Apostolisches Vikariat mit Sitz in Abu Dhabi in den Vereinigten Arabischen Emiraten (VAE) und umfasst die arabischen Staaten Jemen, Oman und VAE.

## Geschichte

### Apostolische Präfektur Jemen
Vorläufer des heutigen Apostolischen Vikariats Südliches Arabien ist die am 21. Januar 1857 durch Pius IX. aus dem Apostolischen Vikariat Galla in Abessinien heraus gegründete Apostolische Präfektur im Jemen. Es umfasste die gesamte Arabische Halbinsel sowie Somaliland und wurde den Kapuzinern als Missionsgebiet überlassen. Aber schon 1859 wurde die Präfektur wieder aufgelöst.

### Apostolisches Vikariat Aden
Am 4. Mai 1888 wurde durch Papst Leo XIII. das Territorium erneut aus dem Apostolischen Vikariat Galla herausgelöst und das Apostolische Vikariat Aden gegründet.

### Apostolisches Vikariat Arabien
Die Firmierung des Vikariats änderte sich am 28. Juni 1889 in Apostolisches Vikariat Arabien. Am 29. Juni 1953 wurde das Gebiet um Kuwait von 17.900 km² abgetrennt und die selbstständige Apostolische Präfektur Kuwait errichtet. 1973 wurde der Bischofssitz von Aden nach Abu Dhabi verlegt.
Das den Kapuzinern übertragene Vikariat umfasste mit seiner Größe von 3.143.669 km² die Arabische Halbinsel (ohne Kuwait). Zwischen 1950 und 2010 wuchs die Zahl der in ihm lebenden Katholiken circa 6.000 auf über 2.000.000, wobei die enorme Zahl an katholischen Gastarbeitern in diesen Ländern dazu beitrug. Die 23 Pfarreien des Vikariates wurden von neun Diözesanpriestern und 56 Ordenspriestern betreut. Zugleich gab es auch noch 62 Ordensschwestern.

### Apostolisches Vikariat Südliches Arabien
Papst Benedikt XVI. begründete am 31. Mai 2011 durch Umbenennung das heutige Apostolische Vikariat Südliches Arabien. Gleichzeitig wurden die Gebiete um Bahrain, Katar und Saudi-Arabien dem Apostolischen Vikariat Kuwait zugeschlagen, das in Apostolisches Vikariat Nördliches Arabien umbenannt wurde.

## Heute
Auf dem Territorium des Bischofsvikariats Arabien-Süd leben etwa 2,5 Millionen Katholiken. Sie stammen aus mehr als 90 Ländern, vor allem von den Philippinen, aus Indien, Sri Lanka, Bangladesch und Pakistan, darunter auch alle orientalischen Riten-Kirchen in Arabien, zum Beispiel Maroniten aus dem Libanon oder Syro-Malabaren und Syro-Malankaren aus Indien.
Als leitendem christlichem Seelsorger in ausschließlich muslimisch geprägten Ländern sind Paul Hinder bezüglich Sozialkritik (z. B. bezüglich der Arbeitsbedingungen der ausländischen Angestellten) unter der Gefahr der Ausweisung weitgehend die Hände gebunden.
Die gegenwärtige Situation der Christen in vielen arabischen Staaten, besonders in Saudi-Arabien, ist schlecht. Dort ist es bis heute verboten, Kirchen zu errichten und nicht-muslimische Gottesdienste abzuhalten (siehe unter: Christenverfolgung). In den Vereinigten Arabischen Emiraten hat der Emir von Dubai der katholischen Kirche ein Grundstück zur Bebauung mit der Antoniuskirche geschenkt, die 2013 eingeweiht wurde.
In den Vereinigten Arabischen Emiraten gibt es sieben Pfarreien, in Oman vier und in Jemen vier.
Nach dem Tod von Bischof Camillo Ballin Mitte April 2020 übernahm Paul Hinder auf Bitten von Papst Franziskus bis auf Weiteres auch die Leitung des Vikariates für das Nördliche Arabien mit Bahrain, Katar und Saudi-Arabien.

## Pfarreien
Von insgesamt 17 Pfarreien (Stand 2021) sind vertreten:
In Oman gibt es vier Pfarreien:
- die St. Anthony’s Catholic Church in Sohar unter der Leitung von Johnson K. Joseph OFMCap (* 1963)
- die St. Peter & Paul Church in Ruwi unter der Leitung von Raul Ramos OFMCap
- die Holy Spirit Church in Ghala unter der Leitung von Albert D’Silva OFMCap
- die St. Francis Xavier Church in Salalah

In den VAE gibt es neun Pfarreien:
- die St. Joseph’s Cathedral in Abu Dhabi, Abu Dhabi unter der Leitung von Savarimuthu OFMCap (* 1963)
- die St. Paul’s Church in Abu Dhabi
- die St. Mary’s Catholic Church in al-Ain, Abu Dhabi unter der Leitung von Anthony P. A.
- die St. Mary’s Catholic Church in Dubai, Dubai unter der Leitung von Tomasito OFMCap
- die St. Francis of Assisi Catholic Church in Dschabal Ali, Dubai unter der Leitung von Eugene Mattioli OFMCap (* 1931)
- die Our Lady of Perpetual Help Church in Fudschaira (Fudschaira, Kalba, Dibba, Chaur Fakkan)
- die St. Anthony of Padua Parish in Ra’s al-Chaima
- die St. Michael’s Church in Schardscha unter der Leitung von Ani Xavier OFMCap
- die St. John the Baptist Church in Ruwais

Im Jemen gibt es vier Pfarreien:
- die St. Francis Church in Aden
- die Sacred Heart of Jesus Church in al-Hudaida
- die Mary Help of Christians Church in Sanaa
- die St. Theresa of the Child Jesus Church in Taizz

## Apostolische Vikare
- 1888–1900: Louis-Callixte Lasserre OFMCap, Titularbischof von Marocco, seit 1886 Präfekt von Aden
- 1902–1910: Bernard Thomas Edward Clark OFMCap, Titularbischof von Tingis
- 1910–1915: Raffaele Presutti OFMCap, Titularerzbischof von Anchialus
- 1916–1925: Evangelista Vanni OFMCap, Titularbischof von Tenedus
- 1933–1936: Pacifico Tiziano Micheloni OFMCap, Titularbischof von Lete
- 1937–1949: Giovanni Tirinnanzi OFMCap, Titularbischof von Gaza
- 1949–1969: Irzio Luigi Magliacani OFMCap, Titularbischof von Dium
- 1975–2005: Giovanni Bernardo Gremoli OFMCap, Titularbischof von Masuccaba
- 2005–2022: Paul Hinder OFMCap, Titularbischof von Macon
- seit 2022: Paolo Martinelli OFMCap

## Statistik
| Jahr                                     | Bevölkerung                    | Bevölkerung                    | Bevölkerung                    | Priester                       | Priester                       | Priester                       | Priester                       | Ständige Diakone               | Ordensleute                    | Ordensleute                    | Pfarreien                      |
| Jahr                                     | Katholiken                     | Einwohner                      | %                              | Gesamtzahl                     | Diözesan- priester             | Ordens- priester               | Katholiken je Priester         | Ständige Diakone               | männlich                       | weiblich                       | Pfarreien                      |
| Apostolisches Vikariat Arabien           | Apostolisches Vikariat Arabien | Apostolisches Vikariat Arabien | Apostolisches Vikariat Arabien | Apostolisches Vikariat Arabien | Apostolisches Vikariat Arabien | Apostolisches Vikariat Arabien | Apostolisches Vikariat Arabien | Apostolisches Vikariat Arabien | Apostolisches Vikariat Arabien | Apostolisches Vikariat Arabien | Apostolisches Vikariat Arabien |
| ---------------------------------------- | ------------------------------ | ------------------------------ | ------------------------------ | ------------------------------ | ------------------------------ | ------------------------------ | ------------------------------ | ------------------------------ | ------------------------------ | ------------------------------ | ------------------------------ |
| 1950                                     | 5.840                          | 10.000.000                     | 0,1                            | 9                              |                                | 9                              | 648                            |                                |                                | 5                              | 4                              |
| 1970                                     | 8.222                          | 12.864.230                     | 0,1                            | 14                             | 1                              | 13                             | 587                            |                                | 13                             | 34                             | 11                             |
| 1980                                     | 132.800                        | 18.000.000                     | 0,7                            | 23                             | 4                              | 19                             | 5.773                          |                                | 22                             | 70                             | 15                             |
| 1990                                     | 500.000                        | 23.750.000                     | 2,1                            | 27                             | 7                              | 20                             | 18.518                         |                                | 20                             | 65                             | 18                             |
| 1999                                     | 1.000.000                      | 36.200.000                     | 2,8                            | 35                             | 8                              | 27                             | 28.571                         | 1                              | 27                             | 70                             | 20                             |
| 2000                                     | 1.300.000                      | 42.250.000                     | 3,1                            | 36                             | 9                              | 27                             | 36.111                         | 3                              | 27                             | 65                             | 20                             |
| 2001                                     | 1.400.000                      | 42.250.000                     | 3,3                            | 37                             | 8                              | 29                             | 37.837                         | 3                              | 29                             | 65                             | 19                             |
| 2002                                     | 1.300.000                      | 42.500.000                     | 3,1                            | 40                             | 9                              | 31                             | 32.500                         | 3                              | 31                             | 68                             | 21                             |
| 2003                                     | 1.300.000                      | 47.760.000                     | 2,7                            | 42                             | 8                              | 34                             | 30.952                         | 2                              | 34                             | 64                             | 21                             |
| 2004                                     | 1.300.500                      | 47.760.669                     | 2,7                            | 45                             | 9                              | 36                             | 28.900                         | 1                              | 36                             | 64                             | 20                             |
| 2010                                     | 2.129.000                      | 62.498.240                     | 3,4                            | 65                             | 9                              | 56                             | 32.753                         | 1                              | 56                             | 62                             | 23                             |
| Apostolisches Vikariat Südliches Arabien |                                |                                |                                |                                |                                |                                |                                |                                |                                |                                |                                |
| 2012                                     | 1.695.914                      | 63.694.479                     | 2,7                            | 71                             | 10                             | 61                             | 23.886                         | 1                              | 61                             | 62                             | 20                             |
| 2014                                     | 942.000                        | 38.185.000                     | 2,5                            | 51                             | 7                              | 44                             | 18.470                         | 1                              | 48                             | 59                             | 15                             |
| 2017                                     | 996.600                        | 41.962.458                     | 2,4                            | 64                             | 13                             | 51                             | 15.571                         | 1                              | 53                             | 50                             | 16                             |
| 2020                                     | 1.002.000                      | 43.907.447                     | 2,3                            | 64                             | 13                             | 51                             | 15.656                         | 1                              | 53                             | 54                             | 17                             |
| 2022                                     | 1.005.600                      | 45.232.171                     | 2,2                            | 69                             | 14                             | 55                             | 14.573                         |                                | 57                             | 50                             | 17                             |